# Nicolas Ouédec
Nicolas Pierre Ouédec (nacido el 28 de octubre de 1971 en Lorient, Morbihan, Francia) es un exfutbolista francés. Jugaba de delantero y su primer club fue el FC Nantes.

## Carrera
Comenzó su carrera en 1989 jugando para el FC Nantes. Jugó para ese equipo hasta 1996. En ese año se fue a España para formar parte de las filas del RCD Espanyol. Se mantuvo ligado a ese equipo hasta 1998. En ese año regresó a Francia para formar parte de las filas del Paris Saint-Germain. En el siguiente año se pasó al Montpellier HSC. Jugó para ese equipo hasta 2001. En ese año se fue a Bélgica, en donde jugó para el RAA Louviéroise. Jugó para el equipo belga hasta 2002. En ese año se fue a China para integrar el plantel de Dalian Shide. En 2003 se pasó a Shandong Luneng. Se retiró en 2003.

## Selección nacional
Ha sido internacional con la selección mayor de Francia y la sub-21.

## Clubes
- FC Nantes  Francia (1989-1996)
- RCD Espanyol  España (1996-1998)
- Paris Saint-Germain  Francia (1998)
- Montpellier HSC  Francia (1999-2001)
- RAA Louviéroise  Bélgica (2001-2002)
- Dalian Shide  China (2002)
- Shandong Luneng  China (2002-2003)